# Alex Colman
Alex Colman (Moerzeke, 22 juli 1998) is een Belgisch wielrenner.

## Carrière
Sinds 2021 komt hij uit voor Sport Vlaanderen-Baloise, hieraan voorafgaand was hij actief bij het Britse Canyon. Zowel in 2022 als 2023 behaalde hij de eindzege in het bergklassement van de Vierdaagse van Duinkerke.
Daarnaast was hij actief in het veldrijden en in de MTB-discipline 'strandracen'.

## Erelijst
2018
ploegentijdrit Ronde van Zuid-Bohemen
2020
Kemmel Koerse
2022
Bergklassement Vierdaagse van Duinkerke
2023
Bergklassement Vierdaagse van Duinkerke
2024
Grote Prijs Raf Jonckheere

## Resultaten in voornaamste wedstrijden
|      | \| Jaar \| Gent-Wevelgem \| Ronde van Vlaanderen \| Parijs-Roubaix \| Amstel Gold Race \| Luik-Bast.‑Luik \| Waalse Pijl \| \| ---- \| ------------- \| -------------------- \| -------------- \| ---------------- \| --------------- \| ----------- \| \| 2021 \| \| \| \| \| 147e \| 134e \| \| 2022 \| opgave \| \| \| \| opgave \| \| \| 2023 \| opgave \| opgave \| opgave \| opgave \| \| \| \| 2024 \| \| \| \| \| \| \| \| 2025 \| 75e \| 95e \| \| \| \| \| |                      |                |                  |                 |             |
| Jaar | Gent-Wevelgem | Ronde van Vlaanderen | Parijs-Roubaix | Amstel Gold Race | Luik-Bast.‑Luik | Waalse Pijl |
| 2021 | |                      |                |                  | 147e            | 134e        |
| 2022 | opgave |                      |                |                  | opgave          |             |
| 2023 | opgave | opgave               | opgave         | opgave           |                 |             |
| 2024 | |                      |                |                  |                 |             |
| 2025 | 75e | 95e                  |                |                  |                 |             |

## Ploegen
- 2018 –  Canyon Eisberg
- 2019 –  Canyon dhb p/b Bloor Homes
- 2020 –  Canyon dhb p/b Soreen
- 2021 –  Sport Vlaanderen-Baloise
- 2022 –  Sport Vlaanderen-Baloise
- 2023 –  Team Flanders-Baloise
- 2024 –  Team Flanders-Baloise
- 2025 –  Team Flanders-Baloise

Apers · Berckmoes · Bonneu · Braet · Colman · 
De Pestel · De Vylder · De Wilde · Dens · 
Fretin · Ghys · Herregodts · Hesters · Marit · Mertens · Reynders · Van Poucke · Van Rooy · Vanhoof · Verwilst · Weemaes
Apers · Berckmoes · Bonneu · Braet · Claeys · Clynhens · Colman · De Pestel · De Vylder · De Wilde · Dens · Fretin · Gerits · Hesters · Maris · Van Hemelen · Van Poucke · Vandenbranden · Vanhoof · Verwilst
Bonneu · Claeys · Clynhens · Colman · Craps · De Vylder · De Wilde · Dejaegher · Dens · Deweirdt · Gerits · Hesters · Maris · Van Hemelen · Van Poucke · Vandenbranden · Vandenstorme · Vandevelde · Vanhoof · Vercouillie